# Dioscorea spicata
Dioscorea spicata là một loài thực vật có hoa trong họ Dioscoreaceae. Loài này được Roth mô tả khoa học đầu tiên năm 1821.